# شوتووا
شوتووا (به لاتین: Shotova) یک منطقهٔ مسکونی در روسیه است که در استان آرخانگلسک واقع شده‌است.